# James White (giocatore di football americano)
James White (Fort Lauderdale, 3 febbraio 1992) è un ex giocatore di football americano statunitense che ha militato nel ruolo di running back per tutta la carriera con i New England Patriots della National Football League (NFL). Fu scelto nel corso del quarto giro (130º assoluto) del Draft NFL 2014. Al college ha giocato a football all'Università del Wisconsin-Madison.

## Carriera professionistica

### New England Patriots
White fu scelto nel corso del quarto giro del Draft 2014 dai New England Patriots. Debuttò come professionista subentrando nel Monday Night Football della settimana 4 contro i Kansas City Chiefs correndo 3 volte per 21 yard. La sua prima stagione regolare si chiuse con 38 yard corse in tre presenze, vincendo il Super Bowl XLIX contro i Seattle Seahawks.
Il 5 febbraio 2017, nel Super Bowl LI, disputato contro gli Atlanta Falcons e vinto ai tempi supplementari per 34 a 28, White guadagnò un totale di 139 yard, realizzando tre touchdown, incluso quello nei tempi supplementari che diede la vittoria ai Patriots, conquistando il suo secondo anello.
Nella stagione regolare 2017, White non andò mai segno su corsa, segnando invece 3 touchdown su ricezione. Nel divisional round dei playoff vinto contro i Tennessee Titans trovò la end zone due volte: una con una marcatura da 6 yard su corsa e un'altra su ricezione.
Nella stagione 2018 White accumulò 1.176 yard dalla linea di scrimmage guidando la sua squadra in ricezioni (87) e touchdown totali (12). Nel secondo turno dei playoff pareggiò il record NFL nella post-season di Darren Sproles con 15 ricezioni nella vittoria sui Los Angeles Chargers. Il 3 febbraio vinse il Super Bowl LIII battendo i Los Angeles Rams per 13-3, conquistando il suo terzo anello.

## Palmarès

### Franchigia
- Super Bowl : 3

New England Patriots: XLIX, LI, LIII
- American Football Conference Championship: 4

New England Patriots: 2014, 2016, 2017, 2018